# مايكل كلارك (سياسي كندي)
ميخائيل كلارك هو سياسي كندي، ولد في 12 مايو 1861 في المملكة المتحدة، وتوفي في 29 يوليو 1926 في كندا. حزبياً، نشط في الحزب الليبرالي الكندي. وقد انتخب عضو مجلس العموم الكندي.